# Station Furness Vale
Furness Vale is een spoorwegstation van National Rail in Furness Vale, High Peak in Engeland. Het station is eigendom van Network Rail en wordt beheerd door Northern Rail. Het station is geopend in 1857.